# 대한민국 민사소송법 제97조
대한민국 민사소송법 제97조는 법정대리인에 관한 규정의 준용에 대한 민사소송법 조문이다.

## 조문
제97조(법정대리인에 관한 규정의 준용) 소송대리인에게는 제58조제2항·제59조·제60조 및 제63조의 규정을 준용한다.